# Groene mosdierslak
De groene mosdierslak (Palio nothus) is een slakkensoort uit de familie van de mosdierslakken (Polyceridae). De wetenschappelijke naam van de soort is, als Triopa nothus, voor het eerst geldig gepubliceerd in 1838 door Johnston.

## Beschrijving
De groene mosdierslak wordt tot 20 mm lang en is zwartgroen van kleur met bleke vlekken. Het heeft kegelachtige (conische) uitsteeksels op zijn rug en ook korte knotsvormige puistjesachtige uitsteeksels (papillen) aan weerszijden van de kieuwen. Sensorische organen (rinoforen) hebben lange schachten en weinig lamellen (kieuwachtige structuren). Deze soort komt voor onder rotsen aan de lage kust en in het ondiepe subtidaal. Deze soort voedt zich met mosdiertjes van het geslacht Bowerbankia. De eikapsels zijn wit of lichtroze van kleur en vormen een opgerold lint.

## Verspreiding
Het verspreidingsgebied van de groene mosdierslak in Europa loopt van de poolcirkel, IJsland en Noorwegen tot aan Spanje en in de Middellandse Zee. Sinds 2007 wordt de soort jaarlijks (sporadisch) in de centrale en westelijke Oosterschelde aangetroffen.